# Gummiinsel
Als Gummiinsel wird ein Teil der Gießener Weststadt bezeichnet. 

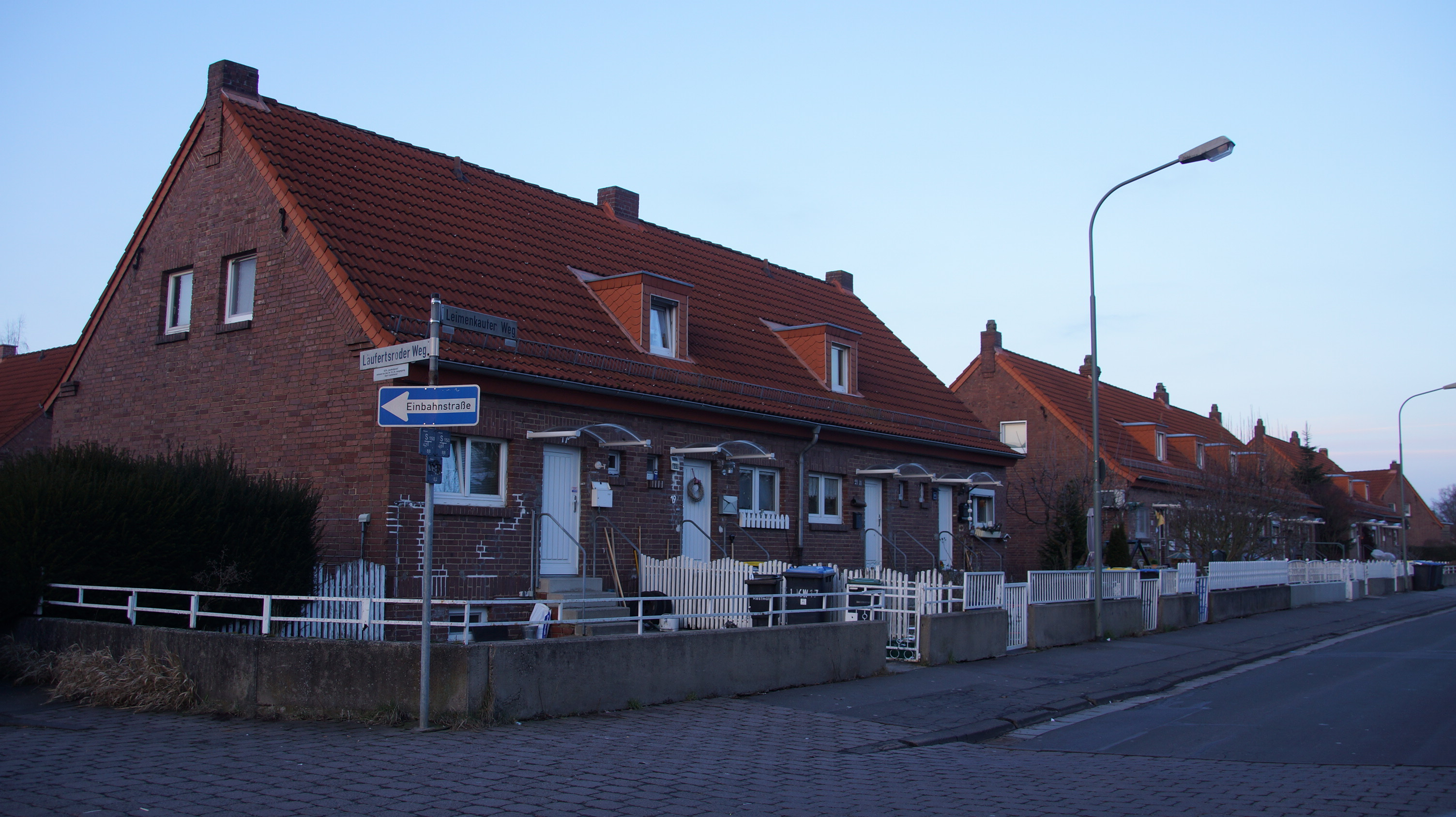
Ecke Läufertsröderweg und Leimenkauterweg auf der sogenannten Gummiinsel in Gießen

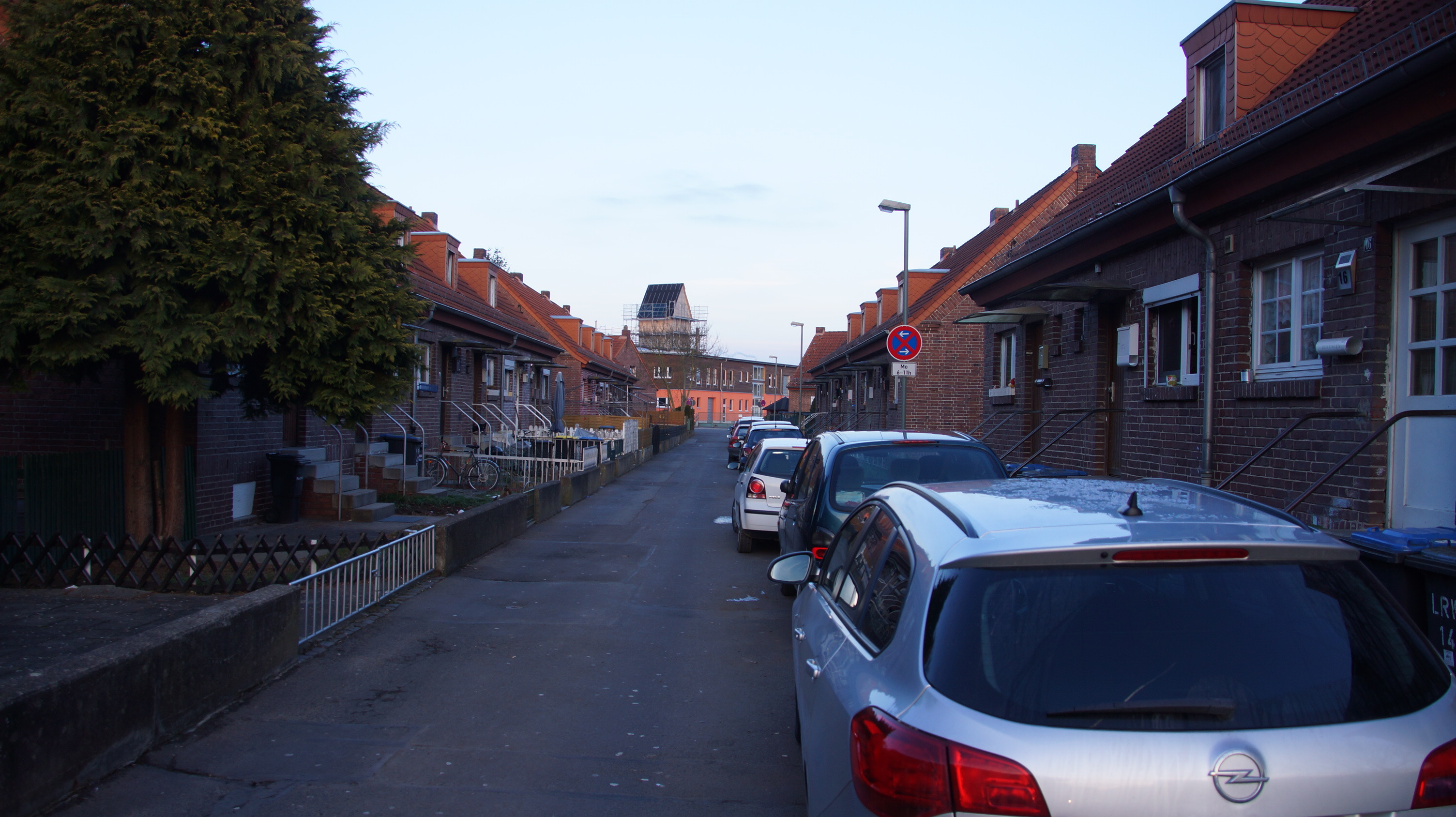
Der Läufertsröderweg auf der sogenannten Gummiinsel in Gießen

## Geschichte
Wegen ihrer Lage in der Nähe der Lahn mit Überflutungen und des früher größten lokalen Arbeitgebers, der Gummifabrik Poppe & Co., wurde das Areal, in dem die Fabrikarbeiter wohnten, als Gummiinsel bezeichnet. Das Gebiet lag damals isoliert vom Rest der Stadt auf der gegenüberliegenden Seite der Lahn. Auch heute noch lässt sich das Gebiet durch seine bauliche Struktur klar von der übrigen (West)stadt abgrenzen.
Das Wohngebiet entstand 1932–1939 als Siedlung aus kleinen zweigeschossigen roten Backsteinhäuschen ohne Unterkellerung, jeweils mit einem kleinen Vorgarten. Errichtet wurden sie als Notquartiere vor allem für Familien jenischer Gewerbetreibender – regionale Fremdbezeichnung „Mäckeser“ –, Schausteller, Altwarenhändler und Nachfahren regionaler Sintifamilien.
Im späteren Verlauf wurden diese Häuser saniert, teilweise abgerissen, durch Hochhäuser des Sozialen Wohnungsbaus ersetzt und das Wohngebiet zur Weststadt erweitert. Soweit sie noch bestehen, sind sie heute im Besitz der städtischen Wohnungsgesellschaft, der Wohnbau Gießen GmbH.
Die Gummiinsel galt und gilt als sozialer Brennpunkt. Der Name des Quartiers hatte einen abschätzigen Klang. Die Bevölkerungsstruktur des Gebiets ist bis heute (Stand: 31. Dezember 2012) gekennzeichnet durch eine hohe Konzentration an einkommensschwachen und sozial benachteiligten Haushalten. Ethnische Vielfalt ist ausschließlich in angrenzenden, später gebauten Häusern angrenzend an die Gummiinsel gegeben. Diese Häuser zählen aber nicht zur Gummiinsel. Das Gegenteil wurde bereits öfters in diversen Recherchen zum Thema Gummiinsel niedergeschrieben, jedoch sind diese Aussagen falsch. Es gab und gibt bis zum heutigen Tage keine zugezogenen und dort lebenden Personen von "Außerhalb". 
Die Weststadt zählt ganz wie das ähnlich strukturierte Problemquartier der Margaretenhütte und Eulenkopf zu den kinderreichsten Stadtteilen Gießens. Der Anteil von Haushalten, die mit Sozialleistungen am Existenzminimum leben, ist in den letzten Jahren gesunken. Aufgrund des Wegfalls von Arbeitsplätzen in den 70er und 80er Jahren im produzierenden Gewerbe bestand für die Menschen in der Weststadt eine geringere Chance auf Erwerbstätigkeit. In der letzten Zeit gab es einen leicht ansteigenden Zuzug von Familien mit Migrationshintergrund. Dies belebt weiterführend das Randstadtgebiet mit frischen Persönlichkeiten im positiven wie im negativen. Kinder profitieren vom Zuwachs und folgendem erweiterten Freundeskreis neuer Mitmenschen in ihrer Umgebung. Sie lernen recht früh Menschen mit anderer Hautfarbe kennen zu lernen, zu respektieren und sich gegenseitig helfen zu können.
Unter dem Einfluss der Studentenbewegung entstanden Initiativgruppen, die sich um den Zustand in diesem Randbezirk kümmerten und vor allem den vielen kinderreichen Familien Unterstützung anboten. Gemeinwesenarbeit im Stadtteil und umfangreiche Gebäudesanierungen entschärften den sozialen Brennpunkt. Über die Bewohner der Gummiinsel drehte das ZDF in seiner Reihe ZDF.reportage einen Film (Titel: Deutsche Desperados). 
Von den Bewohnern wurde er abgelehnt, da es eine Verbildlichung mit falschen Tatsachen widerspiegelte.

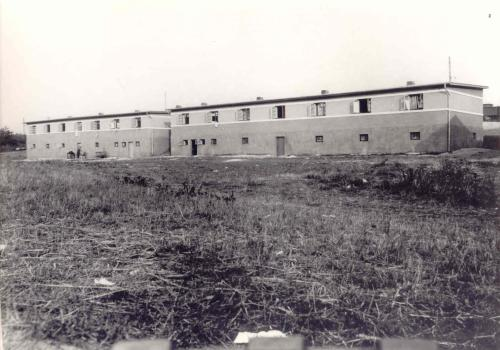
Margaretenhütte, um 1930

Die Projektgruppe Margaretenhütte e.V. leistet seit Anfang der 1970er Jahre in dem Wohngebiet Henriette-Fürth-Straße Gemeinwesenarbeit. Der Verein folgte einer Bürgerinitiative, die sich in den 1960er Jahren aus Bewohnerinnen und Bewohnern, Studentinnen und Studenten und Bürgerinnen und Bürgern der Stadt Gießen zusammenfand, um die Wohn- und Lebensbedingungen im Brennpunkt grundlegend zu verändern.
Innerhalb der traditionellen Quartierbevölkerung sowohl der Gummiinsel als auch der Margaretenhütte war mindestens bis in die 1980er Jahre ein stark vom Romanes geprägter, als Manisch bezeichneter Soziolekt verbreitet. Heute dürfte das Manische nur mehr in Relikten vorhanden sein und seinen ursprünglichen Charakter als Geheimsprache weitgehend eingebüßt haben. 
Mit der Peripherie-Siedlung Eulenkopf (Gießen Nord-Ost) ist ein dritter sozialer Brennpunkt zu nennen, in dem auch Manisch geraggert (= gesprochen) wird.